# Mumbaï van de Moerhoeve
Mumbaï van de Moerhoeve (né le 3 mars 2012) est un étalon de robe grise inscrit au stud-book belge du BWP, monté en saut d'obstacles par le cavalier allemand Christian Kukuk.

## Histoire
Mumbaï van de Moerhoeve naît le 3 mars 2012 à l'élevage de Moerhoeve BVBA, situé sur la commune de Moerbeke-Waas en Belgique,.
Il est présenté aux ventes aux enchères de Woodland en 2016, alors âgé de quatre ans, mais aucun investisseur ne se montre intéressé par ce jeune étalon. Il est donc gardé par ses éleveurs et cavaliers belges, convaincus de ses qualités. Il est monté par le cavalier belge Nick Vrins dans les épreuves jeunes chevaux de Valkenswaard et de Bonheiden durant son année de six ans, et termine au sixième rang mondial dans sa classe d'âge. Il est ensuite confié au cavalier Christian Kukuk durant son année de sept ans, et participe avec lui à la finale des championnats du monde de sa classe d'âge. Les écuries de Ludger Beerbaum investissent sur lui cette même année, en 2019. 

## Description

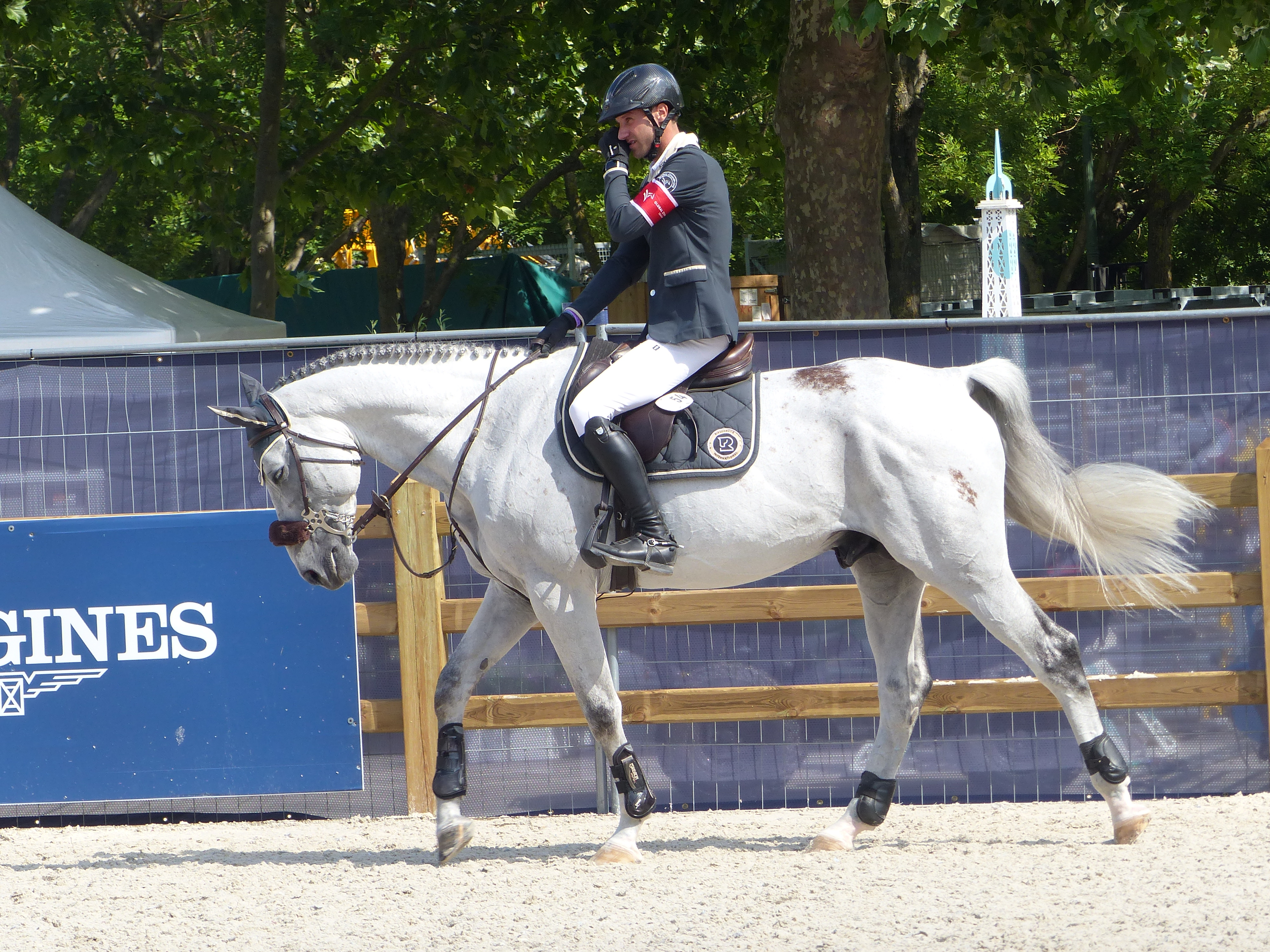
Mumbaï van de Moerhoeve en détente, monté par Christian Kukuk, au Paris Eiffel Jumping de 2023.

Mumbai est un étalon de robe grise, inscrit au stud-book du BWP,. Il mesure 1,70 m. Il présente une particularité dans sa couleur de robe, puisqu'il est gris avec une tache brune sur l'arrière-main.
Son cavalier Christian Kukuk le décrit comme un sauteur phénoménal au potentiel exceptionnel, un cheval au niveau des Jeux olympiques. Il lui décrit aussi un excellent mental, ce cheval pouvant passer rapidement d'un état de concentration extrême à un état de relaxation.

## Palmarès

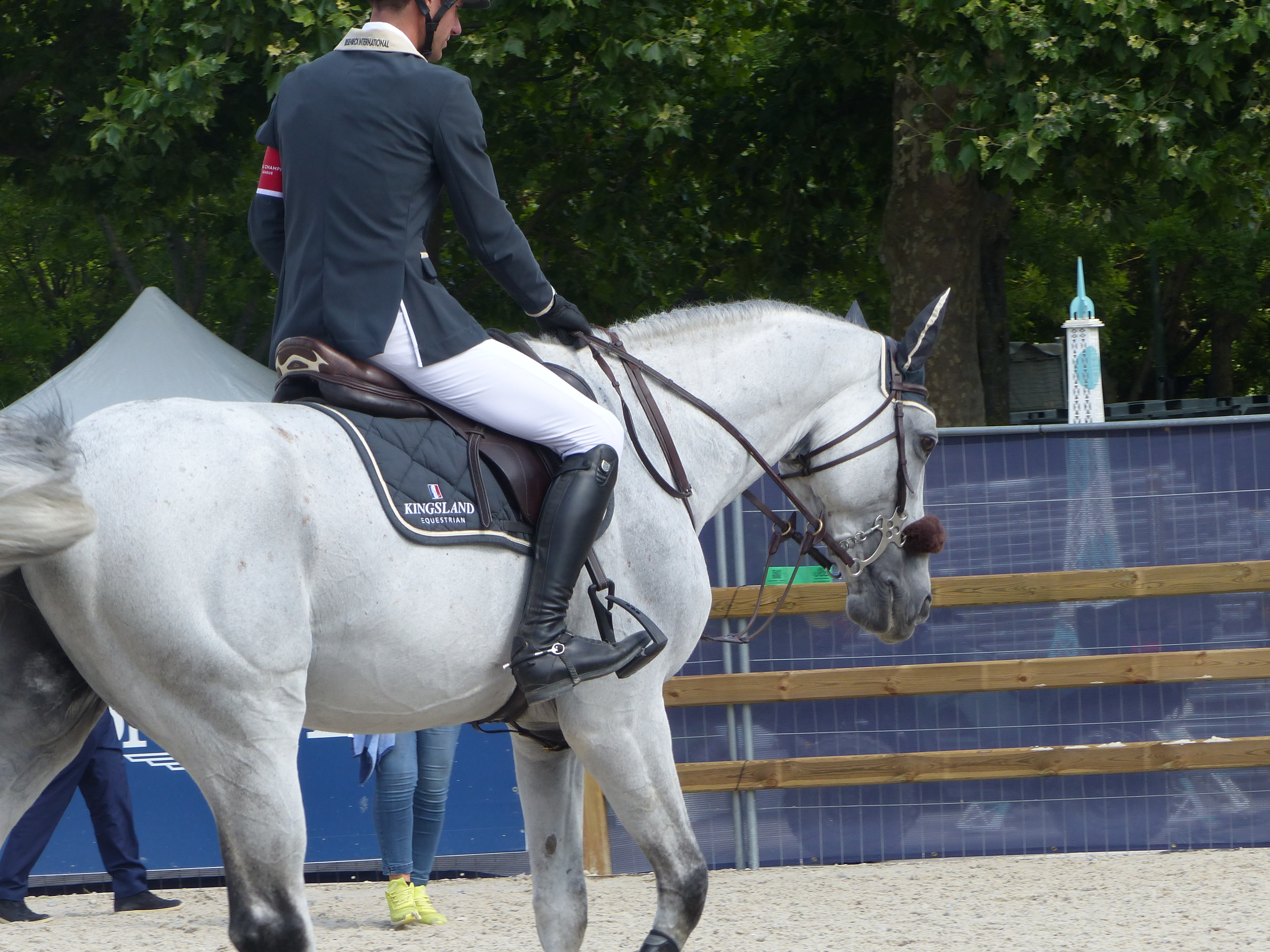
Mumbaï van de Moerhoeve monté par Christian Kukuk au Paris Eiffel Jumping de 2023.

- décembre 2020 : vainqueur du Grand Prix CSI5*-W de Riyad, à 1,60 m[6] ;

## Origines
Mumbaï van de Moerhoeve est inscrit comme BWP, et présente des origines essentiellement françaises. C'est un fils de l'étalon Selle français Diamant de Semilly, et d'une jument belge nommée Ischgl de Muze, par Nabab de Rêve,. Cette dernière a concouru au niveau international, montée par Joe Clee. 
Il présente 44,74 % d'origines Pur-sang d'après le calcul du site web Hippomundo.

## Descendance
Mumbaï est approuvé à la reproduction en Anglo-européen (AES), cheval de sang belge (BWP), cheval de sport irlandais (ISH), et Westphalien,. En France, il reproduit en facteur d'origines constatées.